# 除毛剤
除毛剤（じょもうざい）は、化学的に毛髪を軟化、分解して除去する薬剤。毛根の破壊を目的としないので永久脱毛ができるということはない。物理的に毛を引き抜く脱毛ワックスなどとともに美容目的の除毛に用いられる。

## 概要
毛のケラチン結合を切断するチオグリコール酸カルシウムなどの還元剤を主成分を中心とした薬剤。還元剤を効果的に働かせるためにpHを11-13程度に高めた強アルカリ性の製品が多い。市販されている製品の形状はクリーム状、ペースト状、泡状など。塗りやすい形状から顔（ひげ）の脱毛に使用する者もいるが、アルカリによる皮膚の痛み、ただれなどの障害を招くケースも多い。なお、2019年現在、日本で発売されている市販製品のうち、使用可能部位に顔を認めている製品はない。VIOなどのデリケートゾーンも使用には注意が必要で、認めていない商品も多い。